# Mouilleron-Saint-Germain
Mouilleron-Saint-Germain é uma comuna francesa na região administrativa do País do Loire, no departamento da Vendeia. Estende-se por uma área de 28.40 km². Em 2010 a comuna tinha 1 919 habitantes (densidade: 67,6 hab./km²).

## História
Foi criada a 1 de janeiro de 2016, em aplicativo de uma resolução do prefecto da Vendeia de 19 de novembro de 2015 com a união das comunas de Mouilleron-en-Pareds e Saint-Germain-l'Aiguiller, passando a estar a prefeitura na antiga comuna de Mouilleron-en-Pareds.

## Demografia
| Mouilleron-Saint-Germain |
|                          |

Os dados entre 1800 e 2013 são o resultado de somar os parciais das duas comunas que formam a nova comuna de Mouilleron-Saint-Germain, cujos dados se apanharam de 1800 a 1999, para as comunas de Mouilleron-en-Pareds e Saint-Germain-l'Aiguiller da página francesa EHESS/Cassini. Os demais dados apanharam-se da página do INSEE.

## Composição
| Comuna delegada           | Código INSEE | População (2013) | Superfície (km²) | Densidade (hab./km²) |
| ------------------------- | ------------ | ---------------- | ---------------- | -------------------- |
| Mouilleron-en-Pareds      | 85154        | 1364             | 19.97            | 68                   |
| Saint-Germain-l'Aiguiller | 85219        | 452              | 8.43             | 54                   |